# Finn Kobberø
Finn Kobberø (13 de marzo de 1936-21 de enero de 2009) fue un jugador de bádminton danés, ganador de numerosos títulos internacionales en las tres categorías del bádminton (singles, dobles y mixtos) entre mediados de las décadas de 1950 y 1960.
Fue uno de los jugadores más exitosos en la historia del All-England Open, habiendo obtenido 15 títulos entre 1955 y 1966; 7 en la categoría de dobles, casi siempre jugando de pareja de Jorgen Hammergaard Hansen, una vez de pareja de Paul Erik Nielsen en 1960, y 8 en la categoría de mixtos, 4 de pareja de Kirsten Thorndahl y otras 4 ocasiones de pareja de Ulla Strand. Cabe añadir que también fue tres veces finalista en la categoría de individuales en el All-England Open, pero, perdió dos veces contra Erland Kops y una más contra el jugador de Malasia Eddy Choong. Fue elemento fundamental en los equipos daneses que compitieron en la Thomas Cup de 1954 a 1964, pues, ganó 55 de los 64 partidos en los que participó. Potente, rápido y astuto, Finn Kobbero es considerado como uno de los más talentosos badmintonistas de la historia.
Ganó 22 títulos en los Campeonatos Nacionales de Dinamarca, 4 títulos de individuales, 9 en la categoría de dobles y otros 9 en la de mixtos, así como algunos títulos en los Campeonatos Abiertos de Dinamarca. También fue campeón nórdico en 1964, en la categoría de mixtos, jugando de pareja de Ulla Strand.
Asimismo, participó en el US Open, donde ganó la categoría de individuales en 1956 y 1957; de pareja de Jorgen Hammergaard Hansen obtuvo la categoría de dobles en 1956, 1957 y 1958, y de compañero de Charoen Wattanasin en 1960; además de la categoría de mixtos, de pareja de Judy Devlin en 1956, 1957 y 1958, y junto a Margaret Varner en 1960.
En 1997, Finn Kobberø fue inducido al Salón Mundial de la Fama del Bádminton en 1997.
Al retirarse, se dedicó a trabajar como periodista de deportes para televisión nacional en Dinamarca. Falleció el 21 de enero de 2009.

## Mayores logros deportivos (lista parcial)
| Lugar                | Categoría         | Año                                            | Torneo           |
| -------------------- | ----------------- | ---------------------------------------------- | ---------------- |
| Campeonatos abiertos |                   |                                                |                  |
| 1                    | Dobles masculinos | 1955, 1956, 1960, 1961, 1962, 1963, 1964       | All-England Open |
| 1                    | Mixtos            | 1955, 1957, 1960, 1961, 1962, 1963, 1965, 1966 | All-England Open |
| 1                    | Singles           | 1956, 1957                                     | US Open          |
| 1                    | Dobles masculinos | 1956, 1957, 1958, 1960                         | Abierto Francés  |
| 1                    | Mixtos            | 1956, 1957, 1958, 1960                         | Abierto Francés  |
| 2                    | Dobles masculinos | 1959, 1966                                     | All-England Open |
| 2                    | Mixtos            | 1954, 1958, 1964                               | All-England Open |